# Dale DaBone
Dale DaBone (n. 8 de enero de 1972) es un actor y director estadounidense de cine pornográfico. Ha aparecido en más de 500 películas para adultos.

## Carrera
DaBone empezó a trabajar en la industria de películas para adultos en el año 1998, cuando empezó a actuar en producciones amateurs.
DaBone había dado un paso afuera del cine para adultos en el 2003 y luego regreso a la industria en el año 2009.

## Premios
- 2003 Premio AVN –  Mejor Actor en un Vídeo (Betrayed By Beauty)
- 2004 Premio AVN – Mejor Escena de Sexo en Grupo, Película (Fade To Black)[3]
- 2011 Premio XBIZ Premio – Retorno de Intérprete del Año[4]
- 2012 Premio AVN - Mejor Actor (Elvis XXX: Una Parodia Porno)[5]

## Vida personal
DaBone nació y fue criado en Carolina del Norte. Jugó tenis profesional de 2003-2009. DaBone ahora reside en Orlando.